# Castro (calciatore 1947)
Santiago Castro Anido, meglio noto come Santiago Castro o Castro (Mugardos, 16 maggio 1947), è un ex calciatore spagnolo, di ruolo centrocampista.

## Carriera
Vanta 206 presenze e 20 reti nella Liga e una presenza nella Coppa delle Coppe UEFA.